# Arsenal de la democracia

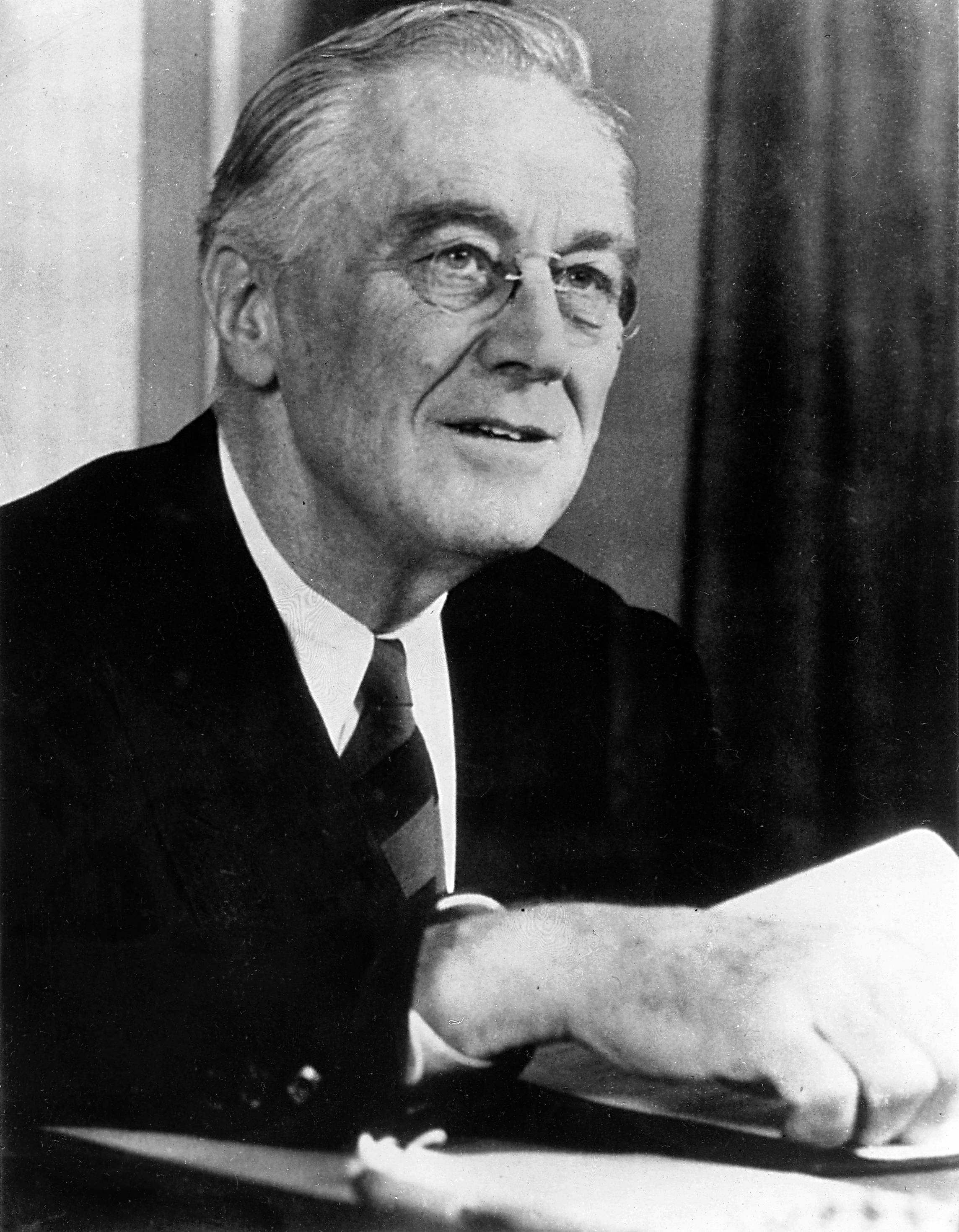
El presidente de los Estados Unidos, Franklin D. Roosevelt, se dirige a la nación.

Arsenal de la democracia fue el eslogan propagandístico utilizado por el presidente estadounidense Franklin D. Roosevelt en el transcurso de la Segunda Guerra Mundial (1939-1945), durante una transmisión de radio emitida el 29 de diciembre de 1940. Roosevelt prometió ayudar al Reino Unido a luchar contra  Alemania proporcionándole suministros militares, mientras Estados Unidos se mantuvo al margen de la lucha real. El presidente anunció esa intención un año antes del Ataque a Pearl Harbor (7 de diciembre de 1941), en un momento en que Alemania había ocupado gran parte de Europa y había amenazado a Gran Bretaña. 
Alemania se alió con la Italia fascista y con el Imperio de Japón (las potencias del Eje). En ese momento, Alemania y la Unión Soviética habían firmado un tratado de no agresión bajo el Pacto Ribbentrop-Mólotov, y habían acordado conjuntamente la Invasión de Polonia (1939), un acuerdo de Realpolitik que se mantuvo vigente hasta la Operación Barbarroja, la invasión alemana de la Unión Soviética, en 1941. 
El discurso de Roosevelt fue "un llamamiento a armar y a apoyar" a los Aliados en Europa y, en menor medida, armar y apoyar a la República de China, en una guerra total contra Alemania y el Japón imperial. "El gran arsenal de la democracia" llegó a referirse específicamente a la industria de los Estados Unidos, como el principal proveedor de material para el esfuerzo de guerra aliado. 
El lema "Arsenal de la democracia" se refiere a los esfuerzos colectivos de la industria estadounidense para apoyar a los Aliados, que tendieron a concentrarse en los centros industriales establecidos de los Estados Unidos, como Chicago, Cleveland, Detroit, Nueva York, Filadelfia, Pittsburgh y otros lugares.

## Orígenes de la frase
En 1918, el ejecutivo de la editorial Doubleday, Herbert S. Houston, analizó la Primera Guerra Mundial con un artículo titulado "Bloqueando nuevas guerras". Escribió que las empresas estadounidenses eran el "Protector de la democracia", mientras que la prensa libre estadounidense era "una de las armas más efectivas en el arsenal de la democracia".
El concepto de Estados Unidos como un arsenal real provino del dramaturgo estadounidense Robert Emmet Sherwood, quien fue citado en el New York Times el 12 de mayo de 1940, señalando que "Este país ya es, en efecto, un arsenal para los aliados democráticos". Aunque el economista francés Jean Monnet había utilizado la frase más adelante en 1940, Felix Frankfurter le instó a no volver a usarla para que Roosevelt pudiera emplearla en sus discursos. Desde entonces, Franklin Delano Roosevelt ha sido repetidamente acreditado como autor de la frase. La frase fue sugerida por el principal asesor de Roosevelt, Harry Hopkins. Otra versión de los hechos afirma que Roosevelt tomó prestada la frase del ejecutivo de automóviles de Detroit William S. Knudsen, en quien Roosevelt depositó su confianza para dirigir los esfuerzos de producción de material de guerra de los Estados Unidos.

## Sinopsis
Gran parte del final del discurso intentó disipar la complacencia. Roosevelt expuso la situación y luego señaló el origen de los problemas en el aislacionismo de los Estados Unidos. Mencionó que "a algunos de nosotros nos gusta creer que incluso si Gran Bretaña cae, aún estamos a salvo, debido a la amplia extensión del Atlántico y del Pacífico". 
Negó esta afirmación, diciendo que la tecnología moderna había reducido de forma efectiva las distancias a través de esos océanos, permitiendo incluso construir "aviones que pudieran volar desde las Islas Británicas a Nueva Inglaterra y regresar sin reabastecerse de combustible". 
Después de señalar el peligro, el presidente procedió a solicitar acciones al pueblo estadounidense. Reconoció un telegrama que había recibido, y refutó su mensaje, que resumió como "Por favor, señor presidente, no nos asuste contándonos los hechos". El hecho central que apreció que los estadounidenses debían comprender fue la teoría geopolítica de Heartland: "Si Gran Bretaña cae, las potencias del Eje controlarán los continentes de Europa, Asia, África, Australasia y la alta mar, y estarán en condiciones de traer enormes recursos militares y navales contra este hemisferio". 
Luego continuó describiendo la situación en Europa, puntuando sus comentarios con advertencias de cómo los alemanes usarían las mismas tácticas en el hemisferio occidental, y dando imágenes vívidas de cómo "El destino de estas naciones [ocupadas] nos dice lo que significa vivir en la punta de un arma alemana". Roosevelt criticó la política británica de "apaciguamiento" anterior a la guerra, calificándola de ineficaz. Al enumerar ejemplos anteriores dados por países europeos, dijo que era inútil. 
La única solución era ayudar a Gran Bretaña ("la punta de lanza de la resistencia a la conquista mundial") mientras aún era posible. 
Aunque no se comprometió explícitamente a mantenerse al margen de la guerra, declaró que "nuestra política nacional no está dirigida a la guerra", y argumentó que ayudar a Gran Bretaña ahora evitaría que los estadounidenses tuvieran que luchar. "Por lo tanto, acertará quien considere cualquier conversación sobre enviar ejércitos a Europa como una falacia deliberada". Europa "no nos pide que luchemos. Nos pide material de guerra, los aviones, los tanques, las armas, los cargueros que les permitirán luchar por su libertad y por nuestra seguridad. Enfatizamos que debemos llevarles estas armas, llevarlas en un volumen suficiente y lo suficientemente rápido, para que nosotros y nuestros hijos podamos evitar la agonía y el sufrimiento de la guerra que otros han tenido que soportar". 
Instó a que esto cambiara, al tiempo que subrayaba que la guerra abierta no dañaría al país: "la fortaleza de esta nación no se diluirá por el fracaso del Gobierno en proteger el bienestar económico de sus ciudadanos". Se centró en el tema de la "cooperación espléndida entre el Gobierno y la industria y la mano de obra" durante varios párrafos, citó cómo la mano de obra estadounidense tendría un impacto en las zonas de combate y señaló la importancia de la fabricación de armas y vehículos para ser fuertes, como una nación. 
Advirtió contra las disputas laborales y dijo: "La nación espera que nuestras industrias de defensa continúen operando sin interrupción por huelgas o cierres patronales. Espera e insiste en que la gerencia y los trabajadores reconcilien sus diferencias por medios voluntarios o legales". 
Roosevelt enfatizó que no era el gobierno estadounidense, sino el pueblo estadounidense, quien tenía el poder de cambiar el rumbo de la guerra. Fue aquí donde usó la frase "arsenal de la democracia": "Debemos ser el gran arsenal de la democracia". Para nosotros, esta es una emergencia tan grave como la guerra misma. Debemos aplicarnos a nuestra tarea con la misma resolución, el mismo sentido de urgencia, el mismo espíritu de patriotismo y sacrificio que mostraríamos si estuviéramos en guerra". Finalmente, aseguró al pueblo estadounidense: "Creo que los poderes del Eje no van a ganar esta guerra".

## Impacto

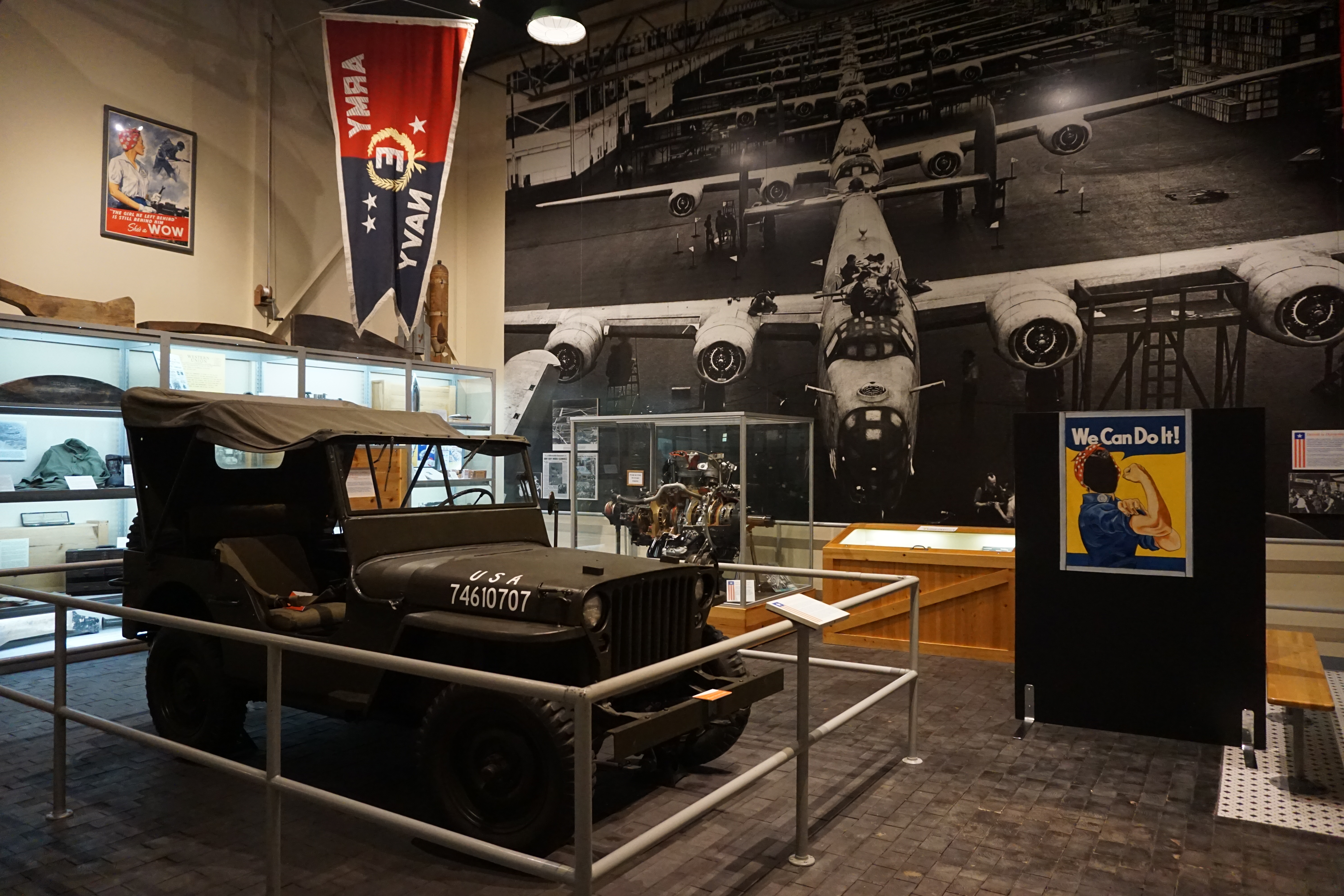
Exposición del Arsenal de la Democracia en el Museo de Historia de Michigan

El discurso reflejó el enfoque estadounidense respecto a la participación en la Segunda Guerra Mundial. Marcó el declive de la doctrina aislacionista y no intervencionista que había dominado la política exterior estadounidense de entreguerras desde la participación de los Estados Unidos en la Primera Guerra Mundial. En ese momento, mientras que la Armada de los Estados Unidos parecía fuerte y se pensaba ampliamente que garantizaba que el Hemisferio Occidental estaría a salvo de la invasión, solo había 458.365 efectivos militares no pertenecientes a la Guardia Costera en servicio activo: 259.028 en el Ejército, 160.997 en la Armada, y 28.345 en el Cuerpo de Marines. Al año siguiente, ese número casi se había cuadruplicado, con 1.801.101 efectivos militares en total: 1.462.315 en el Ejército, 284.437 en la Marina y 54.359 en el Cuerpo de Marines.
Las políticas anteriores, como las Leyes de Neutralidad, ya habían comenzado a ser reemplazadas por una asistencia intensificada a los Aliados, incluida la política de efectivo y transporte en 1939 y el Acuerdo de destructores por bases en septiembre de 1940. La Ley de Préstamo y Arriendo comenzó en marzo de 1941, varios meses después del discurso del Arsenal de la Democracia. Tras el ataque japonés a Pearl Harbor en diciembre de 1941, menos de un año después del discurso del Arsenal de la Democracia, Estados Unidos entró en la guerra.

## Fabricantes de armamento de los Estados Unidos
El gasto en producción militar se distribuyó con el 32% para aviones, el 14.8% para barcos, el 25.6% para municiones (armas de fuego, municiones y vehículos militares), el 4.9% para electrónica y el 22.7% restante para combustibles, vestimenta, materiales de construcción y alimentos. Los costos de producción disminuyeron constantemente, y el mismo artículo costaba mucho menos producirlo en 1945 que en 1942. Los principales contratistas militares de los Estados Unidos se enumeran a continuación en orden de valor total de las municiones producidas desde junio de 1940 hasta septiembre de 1944. Estas grandes empresas produjeron muchos artículos diferentes, y por ejemplo, las compañías de aviones ensamblaron piezas hechas por miles de otras empresas.
1. General Motors: Camiones, tanques, partes de aviones
2. Curtiss-Wright: Motores de avión
3. Ford Motor Company: Camiones, aviones
4. Convair: Aviones
5. Douglas Aircraft Company: Aviones
6. United Aircraft: Partes de aviones
7. Bethlehem Steel: Buques
8. Chrysler: Tanques, electrónica, camiones
9. General Electric: Partes eléctricas, motores
10. Lockheed Corporation: Aviones
11. North American Aviation: Aviones
12. Boeing: Aviones
13. AT&T Corporation: Teléfonos
14. Glenn L. Martin Company: Aviones
15. DuPont: Productos químicos, municiones, piezas de bombas atómicas
16. U.S. Steel: Aceros
17. Bendix Aviation: Partes de aviones
18. Packard: Motores de avión
19. Sperry Corporation: Electrónica
20. Kaiser Shipyards: Buques
21. Westinghouse Electric Company: Componentes eléctricos
22. Grumman: Aviones
23. Newport News Shipbuilding: Buques
24. Republic Aviation: Aviones
25. Bell Aircraft: Aviones
26. Vigor Shipyards: Buques
27. Nash-Kelvinator: Componentes
28. Studebaker: Camiones
29. Consolidated Steel Corporation: Aceros
30. Goodyear Tire and Rubber Company: Neumáticos
31. Esso: Gasolina y aceite
32. Avco: Partes de aviones
33. International Harvester: Camiones
34. American Locomotive Company: Camiones
35. Western Cartridge Company: Munición
36. American Car and Foundry Company: Camiones
37. United States Rubber Company: Partes de goma
38. Continental Motors, Inc.: Partes de aviones
39. Sunoco: Gasolina y aceite
40. Baldwin Locomotive Works: Camiones
41. Pressed Steel Car Company: Camiones
42. Permanente Metals: Bombas incendiarias
43. RCA: Radios
44. Caterpillar Inc.: Camiones
45. Allis-Chalmers: Componentes